# ورفجومة
ورفجومة هي قبيلة نفزاوية صفرية بربرية من الخوارج

## الأصل
ورفجومة بطن من بطون ولهاصة التي هي بطن من بطون نفزاوة، و جدهم الأكبر هو ورفجومة بن نيرغاس بن ولهاص, و كانوا أحد اقوى بطون نفزاوة و الأكثر وسامة و شدة. و بعد هزيمتهم ضد بن الصمة تفرقوا و توزعوا في القبائل المختلفة الا قلة ضلت بمرماجنة، و لهم قرية باسمهم فيها.

## التاريخ
بعد مقتل إلياس بن حبيب الفهري على يد ابن أخيه حبيب بن عبد الرحمن، هرب أخوة إلياس بقيادة عبد الوارث بن حبيب الى ورفجومة و تحالفوا معهم، فأعلنوا الولاء لأبي جعفر المنصور و الحرب على حبيب بقيادة زعيمهم عاصم بن جميل النفزي. مضى حبيب لمحاربتهم و حاصرهم لكنه هُزِم و انسحب إلى قابس و قويت ورفجومة بذلك و انضم لها المزيد. و وصلت عاصم دعوة من أهل القيروان لكن لما وصل اشتبكوا معه فهزمهم, و ما إن دخلت ورفجومة القيروان حتى قمعوا اهلها و سبوا نسائها و صبيانها و قتلوا كل قريشي او عربي وجدوه و ربطوا دوابهم بجامع عقبة و افسدوه. ثم مضى عاصم الى قابس ليشتبك مع حبيب و هزمه فاضطر حبيب أن ينسحب الى جبال الأوراس و تحالف مع سكانه و زحف للقيروان و اشتبك مع عاصم، و هذه المرة كان النصر لحبيب و قُتل عاصم و جيشه.
و بعد مقتل عاصم تولى عبد الملك ابن أبي الجعد أمر ورفجومة فسار ليوقف حبيب و نجح في ذلك عام 757 و قُتل حبيب و جيشه و بهذا استقرت الأمور للخوارج. و مع شدة التعذيب و سوء الحال و كثرة الفساد و الظلم نزح الناس من القيروان, و قيل إن رجلا إباضيا دخل القيروان لحاجة له، فرأى رجالا من ورفجومة يخطتفون إمرأة أمام الناس و يغتصبوها في المسجد، و العياذ بالله، فترك الإباضي ما بين يديه و خرج يُعلم أبو الخطاب المعافري (و هذا الأخير قد نجح في غزو طرابلس و افتكاكها من العباسيين)، و من هول ما سمعه أبو الخطاب خرج ينادي "بيتك اللهم بيتك" فاشتبكوا مع جيش ورفجومي صغير و هزموه و لما وصل القيروان اشتبك مع الخوارج و انتصر عليهم و قتل عبد الملك و اثخن في ورفجومة, و بهذا سقطت دولتهم.
و بعد استيلاء يزيد بن حاتم على إفريقية عام 747 ثارت ورفجومة بقيادة أبي زرجونة، فأرسل لهم جيشا بقيادة يزيد المهلبي إنتصر عليهم ثم أعطى الضوء الأخضر لابنه المهلب كي يهاجمهم و أمده بقوات العلاء بن سعيد المهلبي فأثخن فيهم و قتل قيادتهم. و أواخر عهد داود بن يزيد عام 778، ثاروا بقيادة صالح بن نصير النفزي الذي تحول للاباضية، فمضى اليهم سليمان بن الصمة المهلبي في جيش مكون من 10 آلاف، و انتصر سليمان و أكثر في الخوارج القتل ثم اشتبكوا ثانية بشبقنارية و انتصر سليمان، و انفضت ورفجومة.
و قد أعانوا الفاطميين خلال ثورة أبي يزيد. و هذا آخر ذكر لهم. 

## أشهر الشخصيات
- الرجالي: أحد كتاب قرطبة في العهد الأموي.
- عاصم بن جميل النفزي: وصلت ورفجومة إلى أهجها في عهده